# よしむらなつき
よしむら なつき（8月9日 - ）は、日本の漫画家。長崎県佐世保市出身。

## 経歴
ドラゴンクエスト４コマクラブ会員を経て、高校在学中にエニックス（現スクウェア・エニックス）刊『月刊少年ギャグ王』1995年7月号に掲載された読み切り作品『御意見無用っ!!』でデビュー。同作は一部の設定変更を経て同誌及び『月刊ガンガンWING』（同社刊）で連載された。1997年12月より同社の『月刊少年ガンガン』で『里見☆八犬伝』を連載開始。
2002年のエニックスお家騒動に際してマッグガーデンへ移籍。『里見☆八犬伝』は打ち切りになり、同社の新雑誌『月刊コミックブレイド』で『それじゃあ吉田くん!』を連載開始。2003年には同誌増刊『コミックブレイドMASAMUNE』で『新装 里見☆八犬伝』を連載再開するが、両作品とも2004年春より休載となる。
約5年の長期活動休止状態を経た後、芳文社『まんがタイムオリジナル』2009年9月号掲載の『アトリエZOOへようこそ!』で活動を再開。また、中断されていた『それじゃあ吉田くん!』も『月刊コミックブレイド』2009年9月号より連載が再開され、2010年2月に完結した。『まんがくらぶオリジナル』（芳文社）で2009年12月号から2013年5月号まで『あにメカ』を連載。2016年現在は『近代漫画』にて『里見☆八犬伝REBOOT』を連載し完結させている。

## 作品
- 御意見無用っ!!（全8巻）
- 里見☆八犬伝（全6巻）
  - 新装 里見☆八犬伝（単行本未発売）
  - 里見☆八犬伝REBOOT（全13巻）
- それじゃあ吉田くん!（月刊コミックブレイド 2002年5月号 - 2010年2月号、全4巻）
- あにメカ（全2巻）
- アトリエZOOへようこそ!（単行本未発売）
- 文豪ちゃん（単行本未発売）

この他、4コママンガ劇場・スーパーコミック劇場などのアンソロジー作品に参加。

### 挿絵
- 小説 御意見無用っ!! さらわれた紫苑（文：三井秀樹）
- 小説 里見☆八犬伝 流れ星の呪い（文：伊田あやか（開田あや[3]））
- 竜姫伝説ドラゴンタイフーン（文：あらいりゅうじ）

### ゲーム
- ブレイブソード×ブレイズソウル　イラスト[4]
- 天華百剣 -斬- キャラクターイラスト「赤松政則刀」[5]